# Cônia (província)
Cônia (português brasileiro) ou Cónia (português europeu) (em turco: Konya) é a província e área metropolitana mais extensa da Turquia, situada na região da Anatólia Central, com capital na cidade homónima. Tem 40 838 km² de área e em dezembro de 2021 tinha 2 277 017 habitantes (densidade: 55,8 hab./km²).